# Arpa de Oro
El Arpa de Oro fue el galardón entregado a quienes resultaron ganadores de la competencia folclórica del Festival Internacional de la Canción de Viña del Mar entre 1965 y 1968, sustituyendo a la Lira de Oro, premio original de esta competencia desde 1961 hasta 1964, que se reservó como premio exclusivo del género internacional. En 1969, el Arpa de Oro fue reemplazada por la Gaviota de Plata.